# エジソンの火星征服
『エジソンの火星征服』（エジソンのかせいせいふく、原題 英: Edison's Conquest of Mars）は、1898年に刊行されたギャレット・P・サービスの冒険小説。

## 概要
ニューヨーク・イヴニング・ジャーナル紙の1898年1月12日号から2月10日号にかけて連載された。
H・G・ウェルズの『宇宙戦争』の続編でトーマス・エジソンが宇宙船を開発して地球を侵略した火星へ遠征するという内容。